# Doris Hill
Pour les articles homonymes, voir Hill.
 (mai 2022).
Doris Hill, (21 mars 1905 - 3 mars 1976), est une actrice américaine de cinéma durant les années 1920 et 1930.

## Biographie
Née en 1912, Doris est élevée à Roswell au Nouveau-Mexique où son père - William A. Hill - est propriétaire d'un ranch. Elle suit l'enseignement dispensé à Fort Worth au Texas.
Jeune femme, elle se produit au Metropolitan Theater de Los Angeles, où cette jolie rousse aux yeux verts se fait remarquer par un directeur de casting de la Warner Bros. qui lui propose de passer un bout-d'essai,.
Encouragée par ses premiers tests cinématographiques, Hill déménage à Hollywood dans le milieu des années 1920 et commence par être danseuse en première partie de vaudevilles. En 1926, elle signe à la Paramount Pictures qui l'engage dans son premier rôle important The Better 'Ole, une comédie avec Sydney Chaplin,. Entre 1926 et 1929, elle jouera dans 17 films et pour la plupart d'entre eux, dans des premiers rôles. Contrairement à beaucoup d'artistes féminins, la transition au film parlant se réalise avec succès.
Tout comme Joan Crawford et Lupe Vélez auparavant, elle fait partie de la promotion de starlettes de la Western Associated Motion Picture Advertisers (WAMPAS) en 1929, composée entre autres par Jean Arthur et Loretta Young. Elle apparaît, en 1930, dans 4 films dont Sons of the Saddle aux côtés de Ken Maynard, le très populaire acteur de westerns. En juin 1932, elle épouse l'acteur George L. Derrick mais divorce un an plus tard.
Le genre western domine de plus en plus sa production donnant souvent la réplique à Tom Tyler. En 1934, après son dernier rôle dans Ridin' Gents avec Jack Perrin and Ben Corbett, elle se retire de l'Industrie du cinéma et épouse l'année suivante, Monte Brice le producteur, directeur et scénariste des studios hollywoodiens.
Le couple déménage ensuite à Kingman en Arizona. Mère de deux enfants, elle consacrera désormais son temps à sa famille et à la peinture, une de ses passions.
Divorcée de son second mari en 1950, Doris Hill décède à Kingman, le 3 mars 1976, à l'âge de 70 ans.

## Filmographie[8]
- 1926 : Tom and His Pals de Robert De Lacey : Mary Smith
- 1926 : The Better 'Ole de Charles Reisner
- 1926 : The Timid Terror de Del Andrews : Dorothy Marvin
- 1926 : Is That Nice ? de Del Andrews : Doris Leslie
- 1927 : Casey at the Bat de Monte Brice : une des filles de Floradora
- 1927 : The Beauty Shoppers de Louis Gasnier : Peggy Raymond
- 1927 : Rough House Rosie de Frank R. Strayer : Ruth
- 1927 : Tell It to Sweeney de Gregory La Cava : Doris Beamish
- 1927 : Mon patron et moi (Figures Don't Lie) de A. Edward Sutherland : Mamie
- 1928 : Tillie's Punctured Romance de A. Edward Sutherland : Heroine
- 1928 : Take Me Home de Marshall Neilan : Alice Moore
- 1928 : Thief in the Dark de Albert Ray : Elise
- 1928 : La Belle insurgée de George B. Seitz : la fille du général
- 1928 : Peggy et sa vertu  (Take Me Home) de Marshall Neilan : Alice Moore
- 1928 : Avalanche d'Otto Brower : Kitty Mains
- 1929 : Le Studio tragique (The Studio Murder Mystery) de Frank Tuttle : Helen MacDonald
- 1929 His Glorious Night de Lionel Barrymore : Priscilla Stratton
- 1929 Darkened Rooms de Louis Gasnier : Joyce Clayton
- 1930 Men Are Like That de Frank Tuttle : Amy Fisher
- 1930 La Vengeance d'El Lobo de Harry Joe Brown : Anita
- 1930 Song of the Caballero de Harry Joe Brown : Cinta
- 1930 Sons of the Saddle de Harry Joe Brown : Veronica Stavnow
- 1930 Code of Honor de J. P. McGowan : Doris Bradfield
- 1930 Sky Scrappers de Arvid E. Gillstrom : une artiste du cirque
- 1931 The Montana Kid de Harry L. Fraser : Molly Moore
- 1931 The One Way Trail de Ray Taylor : Helen Beck
- 1932 Battling Buckaroo de Armand Schaefer : Tonia Mendoza
- 1932 Spirit of the West d'Otto Brower : Dorothy Moore
- 1932 South of the Rio Grande de Lambert Hillyer : Dorothy Ruiz
- 1932 The Texas Tornado de Oliver Drake : Ruth O'Byrne
- 1932 Careless Lady de Kenneth MacKenna
- 1932 Tangled Destinies de Frank R. Strayer Doris
- 1932 Crashin' Broadway de John P. McCarthy : Sally Sunshine
- 1933 Via Pony Express de Lewis D. Collins : dans June Grey
- 1933 Trailing North (en) de John P. McCarthy : Mitzi
- 1933 Galloping Romeo (en) de Robert N. Bradbury : Mary Ken
- 1933 Ranger's Code de Robert N. Bradbury : Mary Clayton
- 1934 Hotel Anchovy d'Al Christie : Miss Whitney
- 1934 Ridin' Gents de Bennett Cohen : Joan Cummings